# Узлюк Олена Анатоліївна
Олена Анатоліївна Узлюк ((16 листопада 1968 , Київ )) — українська  акторка театру, кіно та дубляжу. Заслужена артистка України (2024).

## Біографія
Народилася 16 листопада 1968 року у Києві.
У 1988 році закінчила вокальне відділення Київського естрадно-циркового училища, а у 1992 році — акторський факультет Київського державного інституту театрального мистецтва імені Івана Карпенка-Карого (курс Б. Ставицького).
З 1992 по 2025 рік — акторка Молодого театру.
З 24 червня по 12 листопада 2025 року проживає в Стокгольмі.

## Фільмографія
| Рік       |   | Українська назва                       | Оригінальна назва        | Роль                                                |
| --------- | - | -------------------------------------- | ------------------------ | --------------------------------------------------- |
| 2023      | с | Зозулі                                 |                          |                                                     |
| 2023      | с | Перші дні                              |                          | Рая                                                 |
| 2021      | с | Виходьте без дзвінка                   |                          | Євгенія, прибиральниця                              |
| 2021      | с | Незакрита мішень                       |                          |                                                     |
| 2020      | с | Се ля ві                               |                          | Галина                                              |
| 2020      | с | Рідня                                  |                          | мати Артема                                         |
| 2020      | с | Булатов                                |                          | архіваріус                                          |
| 2020      | с | І будуть люди                          |                          | епізод                                              |
| 2020      | с | Родинні зв'язки-2                      |                          |                                                     |
| 2020      | с | Лабіринт                               |                          | Олена                                               |
| 2019      | с | Біля причалу                           |                          | Тьотя Валя                                          |
| 2019      | с | Міраж                                  |                          | завідувачка дитячого будинку                        |
| 2019      | с | Номери                                 | Numbers                  | Шоста                                               |
| 2018      | с | Обручка з рубіном                      |                          | Ольга                                               |
| 2017      | ф | Припутні                               |                          | Людка                                               |
| 2017      | с | Нюхач-3                                | Нюхач-3                  | спонсор                                             |
| 2016      | с | На лінії життя                         |                          | Галина Себастьянова                                 |
| 2016      | с | Улюблена вчителька                     |                          | Дарина Іванівна                                     |
| 2016      | с | Центральна лікарня                     |                          | гостя у РАГСі                                       |
| 2016      | с | Громадянин Ніхто                       |                          | епізодична роль                                     |
| 2014      | ф | Пігулка від сліз                       | Таблетка от слез         | лікарка-гінеколог                                   |
| 2014      | с | Підміна в одну мить                    |                          | епізодична роль                                     |
| 2014      | с | Впізнай мене, якщо зможеш              | Узнай меня, если сможешь | Ніна Савельєва, вдова Юрка                          |
| 2014      | с | Швидка допомога                        |                          | Марина Космачова, завідувачка пологовим відділенням |
| 2014      | ф | Остання електричка                     | Последняя электричка     | Раїса Карпівна, прийомна мати Ані                   |
| 2013—2014 | с | Сашка                                  | Сашка                    | Алла, мати Галі                                     |
| 2013      | ф | Ти будеш моєю                          | Ты будешь моей           | мати Іллі                                           |
| 2013      | ф | Звичайна справа                        | Обычное дело             | пацієнтка                                           |
| 2013      | с | Без права на вибір                     | Без права на выбор       | Зоя                                                 |
| 2012      | с | Шлях у порожнечу                       | Дорога в пустоту         |                                                     |
| 2012      | с | Жіночий лікар                          | Женский доктор           | Віолетта Аркадіївна Єрмолова, дружина професора     |
| 2011      | ф | Хто кому хто                           |                          | Наталя, мати Міли, головна роль                     |
| 2011      | с | Екстрасенси-детективи                  | Экстрасенсы - детективы  | Поліна Бородіна                                     |
| 2011      | с | Повернення Мухтара-7                   | Возвращение Мухтара-7    | Галина Іванівна Гізатуліна                          |
| 2011      | с | Білі троянди надії                     | Белые розы надежды       | епізодична роль                                     |
| 2010—2013 | с | Єфросинія                              | Ефросинья                | Галина, нова дружина Олександра                     |
| 2010      | с | Сусіди                                 | Соседи                   | Ольга, подруга Сашка по СіЗО                        |
| 2007      | с | Вбити змія                             | Убить змея               | Римма                                               |
| 2006      | с | Повернення Мухтара-3                   | Возвращение Мухтара-3    | Катя                                                |
| 2006      | ф | Леся+Рома. Не наїжджай на Діда Мороза! |                          | Віруня                                              |
| 2005—2008 | с | Леся+Рома                              |                          | Віруня                                              |
| 2005—2006 | с | Сестри по крові                        | Сёстры по крови          | медсестра                                           |
| 2005      | ф | За все тобі дякую                      |                          | епізодична роль                                     |
| 2002      | ф | Ситуація 202                           | Ситуация 202             | Ляля                                                |
| 2001      | с | Приватна міліція                       |                          | Олена                                               |
| 2000      | ф | Життя як цирк                          |                          | Христина                                            |
| 1995      | с | Острів любові                          |                          | Неоніла, коханка Єремєєв Опанасовича                |

## Дублювання та озвучення
Сотні ролей українською та російською для студій та телеканалів «1+1», «Le Doyen», «Постмодерн» та інших.

### Українською мовою
- «Дівчата з Еквестрії» (3 і 5 частини) — Сані Флер, Принцеса, Директорка Селестія (дубляж студії «1+1»)
- «Дружба — це диво» (5—9 сезони) — Мер Понівіля, Лілі Веллі, Черілі, інші (дубляж студії «1+1»)
- «Шерлок» — Мері Ватсон (дубляж студії «1+1»)
- «Шерлок: Бридка наречена» — (дубляж студії «1+1»)
- «Фінеас і Ферб» (2, 4 сезони) — (дубляж студії «1+1»)
- «Закон Майло Мерфі» — (дубляж студії «1+1»)
- «Леді-Баг і Супер-Кіт» — (дубляж студії «1+1»)
- «Зоряна принцеса проти сил зла» — (дубляж студії «1+1»)
- «Джеймі-щупальця» — (дубляж студії «1+1»)
- «Фатмагюль» — (дубляж студії «1+1»)
- «Спартак: Боги арени» — (дубляж студії «1+1»)
- «Спартак: Кров і пісок» — (дубляж студії «1+1»)
- «Клон» — (дубляж студії «1+1»)
- «Жінка» — (дубляж студії «1+1»)
- «Аладін» — (дубляж студії «1+1»)
- «Гензель і Гретель» — (дубляж студії «1+1»)
- «Моє чуже життя» — (дубляж студії «1+1»)
- «Сила. Повернення додому» — (дубляж студії «1+1»)
- «Величне століття: Роксолана» — Ніґяр Калфа (дубляж студії «1+1»)
- «Симфонія кохання» — (дубляж студії «1+1»)
- «Метод Хітча: Правила зйому» — (дубляж студії «1+1»)
- «Нескінченне кохання» — (дубляж студії «1+1»)
- «Друге весілля» — (дубляж студії «1+1»)
- «Рейган» — (дубляж студії «1+1»)
- «Три пера» — (дубляж студії «1+1»)
- «Принц-ведмідь» — (дубляж студії «1+1»)
- «Найкращий подарунок» — (дубляж студії «1+1»)
- «Клуб Вінкс» (5—7 сезони) — (дубляж студії «1+1»)
- «Дев'ятий округ» — (новий дубляж студії «1+1»)
- «Кістки» — (багатоголосе закадрове озвучення студії «1+1»)
- «Південний парк» — (багатоголосе закадрове озвучення студії «1+1»)
- «Він зведе мене з розуму» — (багатоголосе закадрове озвучення студії «1+1»)
- «Незабутнє» — (багатоголосе закадрове озвучення студії «1+1»)
- «Антураж» — (багатоголосе закадрове озвучення студії «1+1»)
- «Болота» — (багатоголосе закадрове озвучення студії «1+1»)
- «Клініка» — (багатоголосе закадрове озвучення студії «1+1»)
- «Просто немає слів» — (багатоголосе закадрове озвучення студії «1+1»)
- «Космічні яйця» — (багатоголосе закадрове озвучення студії «1+1»)
- «Скарб» — (багатоголосе закадрове озвучення студії «1+1»)
- «Чоловік у пошуках еротики» — (багатоголосе закадрове озвучення студії «1+1»)
- «Шрек» (2 частини) — (багатоголосе закадрове озвучення студії «1+1»)
- «Коти проти собак» — (багатоголосе закадрове озвучення студії «1+1»)
- «Швидкість» — (багатоголосе закадрове озвучення студії «1+1»)
- «Титанік» — (багатоголосе закадрове озвучення студії «1+1»)
- «У краю крові та меду» — (багатоголосе закадрове озвучення студії «1+1»)
- «Факір» — (багатоголосе закадрове озвучення студії «1+1»)
- «Ефект колібрі» — (багатоголосе закадрове озвучення студії «1+1»)
- «Стюарт Літтл» — (багатоголосе закадрове озвучення студії «1+1»)
- «Лікар мафії» — (багатоголосе закадрове озвучення студії «1+1»)
- «Божевільне побачення» — (багатоголосе закадрове озвучення студії «1+1»)
- «Прощавай, моя королево!» — (багатоголосе закадрове озвучення студії «1+1»)
- «Ромео і Джульєтта Вільяма Шекспіра» — (багатоголосе закадрове озвучення студії «1+1»)
- «Саут Парк: більший, довший і необрізаний» — (багатоголосе закадрове озвучення студії «1+1»)
- «Братство вовка» — (багатоголосе закадрове озвучення студії «1+1»)
- «Пекло» — (багатоголосе закадрове озвучення студії «1+1»)
- «Секс, брехня та відео» — (багатоголосе закадрове озвучення студії «1+1»)
- «Очі Лаури Марс» — (багатоголосе закадрове озвучення студії «1+1»)
- «Кокон» — (багатоголосе закадрове озвучення студії «1+1»)
- «Стукачка» — (багатоголосе закадрове озвучення студії «1+1»)
- «Дорослі діти» — (багатоголосе закадрове озвучення студії «1+1»)
- «Кохання, як двобій» — (багатоголосе закадрове озвучення студії «1+1»)
- «Земля кохання, земля надії» — (багатоголосе закадрове озвучення студії «1+1»)
- «Баффі — переможниця вампірів» — (багатоголосе закадрове озвучення студії «1+1»)
- «Сватики» — (багатоголосе закадрове озвучення студії «1+1»)
- «Поліцейська академія» (6 частин) — всі жіночі ролі (двоголосе закадрове озвучення студії «1+1»)
- «Містер Дідс приїжджає в місто» — всі жіночі ролі (двоголосе закадрове озвучення студії «1+1»)
- «Співаючи під дощем» — всі жіночі ролі (двоголосе закадрове озвучення студії «1+1»)
- «Як уладнати справи» — всі жіночі ролі (двоголосе закадрове озвучення студії «1+1»)
- «Шість днів, сім ночей» — всі жіночі ролі (двоголосе закадрове озвучення студії «1+1»)
- «Чесна куртизанка» — всі жіночі ролі (двоголосе закадрове озвучення студії «1+1»)
- «Сповідь небезпечної людини» — всі жіночі ролі (двоголосе закадрове озвучення студії «1+1»)
- «Це все вона» — всі жіночі ролі (двоголосе закадрове озвучення студії «1+1»)
- «Твін Пікс» — всі жіночі ролі (двоголосе закадрове озвучення студії «1+1»)
- «Невдаха» — всі жіночі ролі (двоголосе закадрове озвучення студії «1+1»)
- «Едвард руки-ножиці» — всі жіночі ролі (двоголосе закадрове озвучення студії «1+1»)
- «Велика червона одиниця» — всі жіночі ролі (двоголосе закадрове озвучення студії «1+1»)
- «Немовля на прогулянці» — всі жіночі ролі (двоголосе закадрове озвучення студії «1+1»)
- «Батерфілд 8» — всі жіночі ролі (двоголосе закадрове озвучення студії «1+1»)
- «Пригоди хлопчика-мізинчика і дюймовочки» — всі жіночі ролі (двоголосе закадрове озвучення студії «1+1»)
- «Капітан Рон» — всі жіночі ролі (двоголосе закадрове озвучення студії «1+1»)
- «Подарунок на Різдво» — всі жіночі ролі (двоголосе закадрове озвучення студії «1+1»)
- «Флінстоуни» (2 частини) — всі жіночі ролі (двоголосе закадрове озвучення студії «1+1»)
- «Таксі 2» — всі жіночі ролі (двоголосе закадрове озвучення студії «1+1»)
- «До бою!» — всі жіночі ролі (двоголосе закадрове озвучення студії «1+1»)
- «Юні мутанти черепашки-ніндзя 3» — всі жіночі ролі (двоголосе закадрове озвучення студії «1+1»)
- «Інспектор-роззява» — всі жіночі ролі (двоголосе закадрове озвучення студії «1+1»)
- «Міс Конгеніальність» — всі жіночі ролі (двоголосе закадрове озвучення студії «1+1»)
- «Багатенький Річі» — всі жіночі ролі (двоголосе закадрове озвучення студії «1+1»)
- «Дикун» — всі жіночі ролі (двоголосе закадрове озвучення студії «1+1»)
- «Чудесна сімка» — всі жіночі ролі (двоголосе закадрове озвучення студії «1+1»)
- «Джек-стрибунець» — всі жіночі ролі (двоголосе закадрове озвучення студії «1+1»)
- «Залізний велетень» — всі жіночі ролі (двоголосе закадрове озвучення студії «1+1»)
- «Квартира» — всі жіночі ролі (двоголосе закадрове озвучення студії «1+1»)
- «Кіборг» — всі жіночі ролі (двоголосе закадрове озвучення студії «1+1»)
- «Брудні танці 2» — всі жіночі ролі (двоголосе закадрове озвучення студії «1+1»)
- «Як підкорили захід» — всі жіночі ролі (двоголосе закадрове озвучення студії «1+1»)
- «Цей шалений, шалений, шалений світ» — всі жіночі ролі (двоголосе закадрове озвучення студії «1+1»)
- «Виховання Арізони» — всі жіночі ролі (двоголосе закадрове озвучення студії «1+1»)
- «Перевертні» — всі жіночі ролі (двоголосе закадрове озвучення студії «1+1»)
- «Звуки музики» — всі жіночі ролі (двоголосе закадрове озвучення студії «1+1»)
- «Персона» — всі жіночі ролі (двоголосе закадрове озвучення студії «1+1»)
- «Скажи хоч щось» — всі жіночі ролі (двоголосе закадрове озвучення студії «1+1»)
- «Леді Кароліна Лем» — всі жіночі ролі (двоголосе закадрове озвучення студії «1+1»)
- «Бадьорість духів» — всі жіночі ролі (двоголосе закадрове озвучення студії «1+1»)
- «Робін та Меріен» — всі жіночі ролі (двоголосе закадрове озвучення студії «1+1»)
- «Тутсі» — всі жіночі ролі (двоголосе закадрове озвучення студії «1+1»)
- «Автостопом по галактиці» — всі жіночі ролі (двоголосе закадрове озвучення студії «1+1»)
- «Екс-коханець» — всі жіночі ролі (двоголосе закадрове озвучення студії «1+1»)
- «Параноя» — всі жіночі ролі (двоголосе закадрове озвучення студії «1+1»)
- «Атлантичний рубіж» (2 частини) — всі жіночі ролі (двоголосе закадрове озвучення студії «1+1»)
- «Воїни неба та землі» — всі жіночі ролі (двоголосе закадрове озвучення студії «1+1»)
- «Мій коханий ворог» — всі жіночі ролі (двоголосе закадрове озвучення студії «1+1»)
- «Доктор Дулітл 2» — всі жіночі ролі (двоголосе закадрове озвучення студії «1+1»)
- «Як я потрапив до коледжу» — всі жіночі ролі (двоголосе закадрове озвучення студії «1+1»)
- «Перевізник» (2 сезон) — всі жіночі ролі (двоголосе закадрове озвучення студії «1+1»)
- «Таксі: Бруклін» — всі жіночі ролі (двоголосе закадрове озвучення студії «1+1»)
- «Печерна дівчина» — всі жіночі ролі (двоголосе закадрове озвучення студії «1+1»)
- «Якось у лісі» — всі жіночі ролі (двоголосе закадрове озвучення студії «1+1»)
- «Руйнівник» — всі жіночі ролі (двоголосе закадрове озвучення студії «1+1»)
- «Ігри розуму» — всі жіночі ролі (двоголосе закадрове озвучення студії «1+1»)
- «Поркі 2» — всі жіночі ролі (двоголосе закадрове озвучення студії «1+1»)
- «Кохання з попередженнями» — всі жіночі ролі (двоголосе закадрове озвучення студії «1+1»)
- «У ліжку з ворогом» — всі жіночі ролі (двоголосе закадрове озвучення студії «1+1»)
- «Кішка на розпеченому даху» — всі жіночі ролі (двоголосе закадрове озвучення студії «1+1»)
- «Мапети підкорюють Нью-Йорк» — всі жіночі ролі (двоголосе закадрове озвучення студії «1+1»)
- «Бадьорі привиди» — всі жіночі ролі (двоголосе закадрове озвучення студії «1+1»)
- «Санта Клаус» — всі жіночі ролі (двоголосе закадрове озвучення студії «1+1»)
- «Любов зла» — всі жіночі ролі (двоголосе закадрове озвучення студії «1+1»)
- «Король клітки» — всі жіночі ролі (двоголосе закадрове озвучення студії «1+1»)
- «Той, що біжить по лезу» — всі жіночі ролі (двоголосе закадрове озвучення студії «1+1»)
- «У пошуках Бурштинової кімнати» — всі жіночі ролі (двоголосе закадрове озвучення студії «1+1»)
- «Близькі контакти третього виду» — всі жіночі ролі (двоголосе закадрове озвучення студії «1+1»)
- «Найкращі з найкращих» (3—4 частини) — всі жіночі ролі (двоголосе закадрове озвучення студії «1+1»)
- «Різдвяний вечір Бастера і Чонсі» — всі жіночі ролі (двоголосе закадрове озвучення студії «1+1»)
- «Чарівний меч» — всі жіночі ролі (двоголосе закадрове озвучення студії «1+1»)
- «Долина папороті» — всі жіночі ролі (двоголосе закадрове озвучення студії «1+1»)
- «Підводна братва» — всі жіночі ролі (двоголосе закадрове озвучення студії «1+1»)
- «Остання фантазія» — всі жіночі ролі (двоголосе закадрове озвучення студії «1+1»)
- «Двохсотрічна людина» — всі жіночі ролі (двоголосе закадрове озвучення студії «1+1»)
- «Дев'ять життів» — всі жіночі ролі (двоголосе закадрове озвучення студії «1+1»)
- «Том і Джеррі: Малі бешкетники» — всі жіночі ролі (двоголосе закадрове озвучення студії «1+1»)
- «Сімейні мелодрами» — другорядні жіночі ролі (озвучення студії «1+1 Продакшн» на замовлення телеканалу «1+1»)
- «Життя як диво» — всі жіночі ролі (двоголосе закадрове озвучення студії «Контакт» на замовлення телеканалу «1+1»)
- «Дуже страшне кіно 4» — всі жіночі ролі (двоголосе закадрове озвучення студії «Контакт» на замовлення телеканалу «1+1»)
- «Міст через річку Квай» — всі жіночі ролі (двоголосе закадрове озвучення студії «Контакт» на замовлення телеканалу «1+1»)
- «Сам удома» (2 частини) — всі жіночі ролі (двоголосе закадрове озвучення студії «1+1» і телекомпанії «Новий канал»)
- «Водійські права» — всі жіночі ролі (двоголосе закадрове озвучення студії «1+1» і телекомпанії «Новий канал»)
- «Назад у майбутнє» (3 частини) — всі жіночі ролі (двоголосе закадрове озвучення студії «1+1» і телекомпанії «Новий канал»)
- «За морем» — (двоголосе закадрове озвучення студії «1+1» і багатоголосе закадрове озвучення телекомпанії «Новий канал»)
- «Люди Ікс 2» — (дубляж ТО «Дія» на замовлення телекомпанії «Новий канал»)
- «Льодовиковий період» — (дубляж телекомпанії «Новий канал»)
- «Пароль „Риба-Меч“» — (дубляж телекомпанії «Новий канал»)
- «Халк» — (дубляж телекомпанії «Новий канал»)
- «Брати Грімм» — (дубляж телекомпанії «Новий канал»)
- «Острів» — (дубляж телекомпанії «Новий канал»)
- «Мумія повертається» — (дубляж телекомпанії «Новий канал»)
- «Руйнівники міфів» — (багатоголосе закадрове озвучення телекомпанії «Новий канал»)
- «Друзі Оушена» (2 частини) — (багатоголосе закадрове озвучення телекомпанії «Новий канал»)
- «Бетмен і Робін» — (багатоголосе закадрове озвучення телекомпанії «Новий канал»)
- «Люди в чорному 2» — (багатоголосе закадрове озвучення телекомпанії «Новий канал»)
- «Найкращий друг» — (багатоголосе закадрове озвучення телекомпанії «Новий канал»)
- «Аероплан» — всі жіночі ролі (двоголосе закадрове озвучення телекомпанії «Новий канал»)
- «Дейв» — всі жіночі ролі (двоголосе закадрове озвучення телекомпанії «Новий канал»)
- «Конан-варвар» — всі жіночі ролі (двоголосе закадрове озвучення телекомпанії «Новий канал»)
- «Дикий серцем» — всі жіночі ролі (двоголосе закадрове озвучення телекомпанії «Новий канал»)
- «Місто проклятих» — всі жіночі ролі (двоголосе закадрове озвучення телекомпанії «Новий канал»)
- «Послання у пляшці» — всі жіночі ролі (двоголосе закадрове озвучення телекомпанії «Новий канал»)
- «Лускунчик - принц горіхів» — всі жіночі ролі (двоголосе закадрове озвучення телекомпанії «Новий канал»)
- «Історія про нас» — всі жіночі ролі (двоголосе закадрове озвучення телекомпанії «Новий канал»)
- «Любов зла» — всі жіночі ролі (двоголосе закадрове озвучення телекомпанії «Новий канал»)
- «Холостяцька вечірка» — всі жіночі ролі (двоголосе закадрове озвучення телекомпанії «Новий канал»)
- «Зачаровані місяцем» — всі жіночі ролі (двоголосе закадрове озвучення телекомпанії «Новий канал»)
- «Газета» — всі жіночі ролі (двоголосе закадрове озвучення телекомпанії «Новий канал»)
- «Френкі та Джоні» — всі жіночі ролі (двоголосе закадрове озвучення телекомпанії «Новий канал»)
- «Звичка одружуватись» — всі жіночі ролі (двоголосе закадрове озвучення телекомпанії «Новий канал»)
- «Ед із телевізора» — всі жіночі ролі (двоголосе закадрове озвучення телекомпанії «Новий канал»)
- «Шанхайський полудень» — всі жіночі ролі (двоголосе закадрове озвучення телекомпанії «Новий канал»)
- «Таємниці Смолвіля» — всі жіночі ролі (двоголосе закадрове озвучення телекомпанії «Новий канал»)
- «Щури» — всі жіночі ролі (двоголосе закадрове озвучення телекомпанії «Новий канал»)
- «Денніс-мучитель 2» — всі жіночі ролі (двоголосе закадрове озвучення телекомпанії «Новий канал»)
- «Покоївка з Мангеттену» — всі жіночі ролі (двоголосе закадрове озвучення телекомпанії «Новий канал»)
- «Де живуть мрії» — всі жіночі ролі (двоголосе закадрове озвучення телекомпанії «Новий канал»)
- «Лара Крофт: Розкрадачка гробниць. Колиска життя» — всі жіночі ролі (двоголосе закадрове озвучення телекомпанії «Новий канал»)
- «Ван Хельсінг» — всі жіночі ролі (двоголосе закадрове озвучення телекомпанії «Новий канал»)
- «Як я познайомився з вашою мамою» — всі жіночі ролі (двоголосе закадрове озвучення телекомпанії «Новий канал»)
- «Вероніка Марс» — всі жіночі ролі (двоголосе закадрове озвучення телекомпанії «Новий канал»)
- «Секс і смерть N101» — всі жіночі ролі (двоголосе закадрове озвучення телекомпанії «Новий канал»)
- «Містер Бін в Америці» — всі жіночі ролі (двоголосе закадрове озвучення телекомпанії «Новий канал»)
- «Ренегат» — (дубляж телекомпанії «ICTV»)
- «Вавилон-5» — (дубляж телекомпанії «ICTV»)
- «Даллас» — (дубляж телекомпанії «ICTV»)
- «Капітан Зед і Зона Зі» — (дубляж телекомпанії «ICTV»)
- «Останній легіон» — (багатоголосе закадрове озвучення телекомпанії «ICTV»)
- «Батарейки до комплекту не входять» — всі жіночі ролі (двоголосе закадрове озвучення телекомпанії «ICTV»)
- «Морена Клара» — всі жіночі ролі (двоголосе закадрове озвучення телекомпанії «ICTV»)
- «Чорна перлина» — всі жіночі ролі (двоголосе закадрове озвучення телекомпанії «ICTV»)
- «3х4. Найкумедніше домашнє відео» — всі жіночі ролі (озвучення телекомпанії «ICTV»)
- «Сім» — (багатоголосе закадрове озвучення телеканалу «Інтер»)
- «Ігри патріотів» — (багатоголосе закадрове озвучення телеканалу «Інтер»)
- «Список Шиндлера» — всі жіночі ролі (двоголосе закадрове озвучення телеканалу «Інтер»)
- «Спокуса» — (багатоголосе закадрове озвучення телеканалу «НТН»)
- «Близнюк» — всі жіночі ролі (двоголосе закадрове озвучення телеканалу «НТН»)
- «CSI: Місце злочину» — всі жіночі ролі (двоголосе закадрове озвучення телеканалу «НТН»)
- «CSI: Місце злочину. Маямі» — всі жіночі ролі (двоголосе закадрове озвучення телеканалу «НТН»)
- «CSI: Місце злочину. Нью-Йорк» — всі жіночі ролі (двоголосе закадрове озвучення телеканалу «НТН»)
- «Мислити як злочинець» — всі жіночі ролі (двоголосе закадрове озвучення телеканалу «НТН»)
- «Передчуття» — (багатоголосе закадрове озвучення телеканалу «К1»)
- «Астерікс на Олімпійських іграх» — (дубляж студії «ТВ+» на замовлення телеканалу «ICTV»)
- «Плетена людина» — (дубляж студії «Пілот»)
- «Сезон полювання» — Бетті (дубляж компанії «Невафільм Україна»)
- «Скарб нації 2: Книга таємниць» — (дубляж компанії «Невафільм Україна»)
- «Реальні кабани» — (дубляж компанії «Невафільм Україна»)
- «У гонитві за щастям» — (дубляж компанії «Невафільм Україна»)
- «Здохни, Джон Такер» — (дубляж компанії «Невафільм Україна»)
- «Людина-павук: Ворог у тіні» — (дубляж компанії «Невафільм Україна»)
- «Дзеркала» — (дубляж компанії «Невафільм Україна»)
- «Пірати Карибського моря» (2—4 частини) — (дубляж компанії «Невафільм Україна» і студії «Le Doyen»)
- «Мулен Руж» — (дубляж студії «Pteroduction Sound»)
- «Поліна і таємниця кіностудії» — (дубляж студії «Постмодерн»)
- «Форма води» — Зельда (дубляж студії «Постмодерн»)
- «Шпигунка» — Сюзен Купер (дубляж студії «Постмодерн»)
- «Найвеличніший шоумен» — Летті (дубляж студії «Постмодерн»)
- «Зараза» — (дубляж студії «Постмодерн»)
- «Зелений ліхтар» — (дубляж студії «Постмодерн»)
- «Старий новий рік» — (дубляж студії «Постмодерн»)
- «Проект X» — (дубляж студії «Постмодерн»)
- «Похмурі тіні» — (дубляж студії «Постмодерн»)
- «Бен-Гур» — (дубляж студії «Постмодерн»)
- «У полоні стихії» — (дубляж студії «Постмодерн»)
- «Трансформери: Останній лицар» — (дубляж студії «Постмодерн»)
- «Похмілля: Частина 3» — (дубляж студії «Постмодерн»)
- «Ми - міллери» — (дубляж студії «Постмодерн»)
- «Бамблбі» — (дубляж студії «Постмодерн»)
- «Астерікс і таємне зілля» — (дубляж студії «Постмодерн»)
- «До зустрічі з тобою» — (дубляж студії «Постмодерн»)
- «Заборонений прийом» — (дубляж студії «Постмодерн»)
- «Пригоди Паддінгтона 2» — (дубляж студії «Постмодерн»)
- «Острів собак» — Нельсон (дубляж студії «Постмодерн»)
- «Диво-жінка» — (дубляж студії «Постмодерн»)
- «Лоґан: Росомаха» — Ґабріела (дубляж студії «Постмодерн»)
- «Фантастичні звірі і де їх шукати» — (дубляж студії «Постмодерн»)
- «Озброєні та небезпечні» — (дубляж студії «Постмодерн»)
- «Щасливчик» — (дубляж студії «Постмодерн»)
- «Операція „Казино“» — (дубляж студії «Постмодерн»)
- «Закляття» — (дубляж студії «Постмодерн»)
- «Загублена» — (дубляж студії «Постмодерн»)
- «Змішані» — (дубляж студії «Постмодерн»)
- «Не вимикай світло» — (дубляж студії «Постмодерн»)
- «Едді „Орел“» — (дубляж студії «Постмодерн»)
- «8 подруг Оушена» — (дубляж студії «Постмодерн»)
- «Душа компанії» — (дубляж студії «Постмодерн»)
- «Королеви криміналу» — (дубляж студії «Постмодерн»)
- «Годзілла II: Король монстрів» — (дубляж студії «Постмодерн»)
- «Вбивство у «Східному експресі» — Пілар Еставадос (дубляж студії «Постмодерн»)
- «Шрек III» — (дубляж студії «Постмодерн»)
- «Шрек: Різдво» — (дубляж студії «Постмодерн»)
- «Некерований» — (старий дубляж студій «Постмодерн»\«Central Production International Group»)
- «Пастка» — (дубляж студії «Le Doyen»)
- «Прислуга» — (дубляж студії «Le Doyen»)
- «Обдарована» — (дубляж студії «Le Doyen»)
- «Орлиний зір» — (дубляж студії «Le Doyen»)
- «Зізнання шопоголіка» — (дубляж студії «Le Doyen»)
- «Рятувальники Малібу» — (дубляж студії «Le Doyen»)
- «Відьмина гора» — (дубляж студії «Le Doyen»)
- «Полювання на колишню» — (дубляж студії «Le Doyen»)
- «Однокласники» — (дубляж студії «Le Doyen»)
- «Нещадний» — (дубляж студії «Le Doyen»)
- «Страшилки» — (дубляж студії «Le Doyen»)
- «Людина-вовк» — (дубляж студії «Le Doyen»)
- «Хеллбой 2: Золота армія» — (дубляж студії «Le Doyen»)
- «Надто крута для тебе» — (дубляж студії «Le Doyen»)
- «Мисливці за відьмами» — (дубляж студії «Le Doyen»)
- «Аладдін» — (дубляж студії «Le Doyen»)
- «Качині історії» — (дубляж студії «Le Doyen»)
- «Братик ведмедик 2» — (дубляж студії «Le Doyen»)
- «Король Лев: Тімон і Пумба» — (дубляж студії «Le Doyen»)
- «Місія: Різдвяний порятунок» — (дубляж студії «Le Doyen»)
- «Фінеас і Ферб у другому вимірі» — (дубляж студії «Le Doyen»)
- «Губка Боб: Життя на суші» — Карен (дубляж студії «Le Doyen»)
- «Добрий динозавр» — (дубляж студії «Le Doyen»)
- «Дамбо» — Фіфа (дубляж студії «Le Doyen»)
- «Малефісента» — Принцеса (дубляж студії «Le Doyen»)
- «Оз: Великий та Могутній» — (дубляж студії «Le Doyen»)
- «Пiрати! Банда невдах» — (дубляж студії «Le Doyen»)
- «Франкенвіні» — (дубляж студії «Le Doyen»)
- «Попелюшка» (2 частини) — (дубляж студії «Le Doyen»)
- «Попелюшка (2015)» — (дубляж студії «Le Doyen»)
- «Софія Прекрасна» — (дубляж студії «Le Doyen»)
- «Лікар Плюшева» — Краля (дубляж студії «Le Doyen»)
- «Кіт у чоботях» — Кицька М'яколапка (дубляж студії «Le Doyen»)
- «Потанцюймо» — Джорджія Джонс (дубляж студії «Le Doyen»)
- «Чіп і Дейл — бурундучки-рятівнички» — Хімка (дубляж студії «Le Doyen»)
- «Лимонадний голос» — Дженні Резнік (дубляж студії «Le Doyen»)
- «Аліса в Країні Чудес» — Червона Королева (дубляж студії «Le Doyen»)
- «Аліса в задзеркаллі» — (дубляж студії «Le Doyen»)
- «Самотній Рейнджер» — Ред Гарінґтон (дубляж студії «Le Doyen»)
- «Супер шістка» — Тітка Кей (дубляж студії «Le Doyen»)
- «Коко» — Ведуча (дубляж студії «Le Doyen»)
- «Ральф-руйнівник 2: Інтернетрі» — (дубляж студії «Le Doyen»)
- «Красуня і чудовисько» — (дубляж студії «Le Doyen»)
- «Глобальне вторгнення: Битва за Лос-Анджелес» — (дубляж студії «Le Doyen»)
- «Зоряні війни» (збірка фільмів) — (дубляж студії «Le Doyen»)
- «Народження нації» — (дубляж студії «Le Doyen»)
- «Всесвітня війна Z» — (дубляж студії «Le Doyen»)
- «Розваги дорослих дівчат» — (дубляж студії «Le Doyen»)
- «Американський пиріг: Знову разом» — (дубляж студії «Le Doyen»)
- «Джанго вільний» — (дубляж студії «Le Doyen»)
- «Леді Бос» — (дубляж студії «Le Doyen»)
- «Стів Джобс» — (дубляж студії «Le Doyen»)
- «Морган» — (дубляж студії «Le Doyen»)
- «Олівер і компанія» — Жоржетта (дубляж студії «Le Doyen»)
- «Лего ніндзяґо: майстри спінджицу» — Місако (дубляж студій «Le Doyen» і «1+1»)
- «Еван Всемогутній» — (дубляж студії «AdiozProduction Studio»)
- «Загадкова справа Бенджаміна Баттона» — (дубляж студії «AdiozProduction Studio»)
- «Спляча красуня» — Миле Сонечко (дубляж студії «AdiozProduction Studio»)
- «Гаррі Поттер» (5—7 частини) — (дубляж студій «AdiozProduction Studio» і «Cinetype»)
- «Похмілля у Вегасі» — (дубляж студії «Cinetype»)
- «Типу крутий охоронець» — (дубляж студії «Cinetype»)
- «Обіцяти - ще не одружитись» — (дубляж студії «Cinetype»)
- «На відстані кохання» — (дубляж студії «Cinetype»)
- «День святого Валентина» — (дубляж студії «Cinetype»)
- «Біла мла» — (дубляж студії «Cinetype»)
- «Павутиння Шарлотти» — (дубляж студії «Lemma»)
- «Любов: Інструкція використання» — (дубляж студії «AAA-Sound»)
- «Ларрі Краун» — (дубляж студії «AAA-Sound»)
- «Prada і почуття» — (дубляж студії «AAA-Sound»)
- «Дім марень» — (дубляж студії «AAA-Sound»)
- «SuperАлібі» — (дубляж студії «AAA-Sound»)
- «Вотергейт: Падіння білого дому» — (дубляж студії «AAA-Sound»)
- «Статус: Update» — (дубляж студії «AAA-Sound»)
- «Гладіатори Риму» — (дубляж студії «AAA-Sound»)
- «21 міст» — (дубляж студії «AAA-Sound»)
- «22 милі» — (дубляж студії «AAA-Sound»)
- «На висоті» — (дубляж студії «AAA-Sound»)
- «Колесо чудес» — (дубляж студії «AAA-Sound»)
- «Паралельні світи» — (дубляж студії «AAA-Sound»)
- «Біль та слава» — (дубляж студії «AAA-Sound»)
- «Тілоохоронець кілера» — (дубляж студії «AAA-Sound»)
- «Коханець напрокат» — (дубляж студії «AAA-Sound»)
- «Нація убивць» — (дубляж студії «AAA-Sound»)
- «Санта і компанія» — (дубляж студії «AAA-Sound»)
- «Таємне життя комах» — (дубляж студії «AAA-Sound»)
- «Мара» — (дубляж студії «AAA-Sound»)
- «М'ята» — (дубляж студії «AAA-Sound»)
- «Ібіца» — (дубляж студії «AAA-Sound»)
- «Патрік» — (дубляж студії «AAA-Sound»)
- «Невловимі» — (дубляж студії «AAA-Sound»)
- «Пасажир» — (дубляж студії «AAA-Sound»)
- «Підводна ера» — (дубляж студії «AAA-Sound»)
- «Холодна помста» — (дубляж студії «AAA-Sound»)
- «Дитячі ігри» — (дубляж студії «AAA-Sound»)
- «Після весілля» — (дубляж студії «AAA-Sound»)
- «План втечі 3» — (дубляж студії «AAA-Sound»)
- «1+1: Нова історія» — (дубляж студії «AAA-Sound»)
- «Кіт Грім і зачарований дім» — (дубляж студії «AAA-Sound»)
- «Червоні черевички та семеро гномів» — (дубляж студії «AAA-Sound»)
- «Абсолютно нові пригоди Аладдіна» — (дубляж студії «AAA-Sound»)
- «За п'ять кроків до кохання» — (дубляж студії «AAA-Sound»)
- «Любов з ризиком для життя» — (дубляж студії «AAA-Sound»)
- «Палата Джона Карпентера» — (дубляж студії «AAA-Sound»)
- «Ласкаво просимо до Акапулько» — (дубляж студії «AAA-Sound»)
- «Плейбой під прикриттям» — (дубляж студії «AAA-Sound»)
- «Таймлес. Рубінова книга» — (дубляж студії «AAA-Sound»)
- «Кохання, sex і турбулентність» — (дубляж студії «AAA-Sound»)
- «Бігфут Молодший: Стань легендою!» — (дубляж студії «AAA-Sound»)
- «Смерть та життя Джона Ф. Донована» — (дубляж студії «AAA-Sound»)
- «Двійник» — (багатоголосе закадрове озвучення студії «AAA-Sound»)
- «Апартаменти 1303» — (багатоголосе закадрове озвучення студії «AAA-Sound»)
- «Заміж на 2 дні» — (багатоголосе закадрове озвучення студії «AAA-Sound»)
- «Даю рік» — (багатоголосе закадрове озвучення студії «AAA-Sound»)
- «Міс Ніхто» — (багатоголосе закадрове озвучення студії «AAA-Sound»)
- «Майстер» — (багатоголосе закадрове озвучення студії «AAA-Sound»)
- «Торкнуті» — (багатоголосе закадрове озвучення студії «AAA-Sound»)
- «Свята Агата» — (багатоголосе закадрове озвучення студії «AAA-Sound»)
- «Хай живе Франція!» — (багатоголосе закадрове озвучення студії «AAA-Sound»)
- «Інше життя жінки» — (багатоголосе закадрове озвучення студії «AAA-Sound»)
- «Місце під соснами» — (багатоголосе закадрове озвучення студії «AAA-Sound»)
- «Попелюшка: Повний вперед» — (багатоголосе закадрове озвучення студії «AAA-Sound»)
- «Усе, що тобі треба - це любов» — (багатоголосе закадрове озвучення студії «AAA-Sound»)
- «Завзяті шахраї» — (дубляж студії «Pie Post Production»)
- «Ескобар» — (дубляж студії «Pie Post Production»)
- «Джон Вік 3» — (дубляж студії «Pie Post Production»)
- «Маленький вампір» — (дубляж студії «Pie Post Production»)
- «Іграшки для дорослих» — (дубляж студії «Pie Post Production»)
- «Дикі предки» — (дубляж студії «Pie Post Production»)
- «Ми - монстри» — (дубляж студії «Pie Post Production»)
- «Божевільна парочка» — (дубляж студії «Pie Post Production»)
- «Шпигун, який мене кинув» — (дубляж студії «Pie Post Production»)
- «My Little Pony у кіно» — Капітан Ґарпія (дубляж студії «Pie Post Production»)
- «Батьки легкої поведінки» — (дубляж студії «Cinemaker»)
- «Гарячі матусі» — (дубляж студії «Cinemaker»)
- «Шеф Адам Джонс» — (дубляж компанії «TOPFilm Distribution»)
- «Як кохатися по-англійськи» — (дубляж компанії «TOPFilm Distribution»)
- «Самба» — (багатоголосе закадрове озвучення компанії «TOPFilm Distribution»)
- «Еверлі» — (багатоголосе закадрове озвучення компанії «TOPFilm Distribution»)
- «Сіністер 2» — (багатоголосе закадрове озвучення компанії «TOPFilm Distribution»)
- «З 5 до 7. Час коханців» — (багатоголосе закадрове озвучення компанії «TOPFilm Distribution»)
- «Французський транзит» — (багатоголосе закадрове озвучення компанії «TOPFilm Distribution»)
- «Убити посланця» — (багатоголосе закадрове озвучення компанії «TOPFilm Distribution»)
- «Грифко проти прибульців» — (дубляж студії «Tretyakoff Production»)
- «Снігова битва» — (дубляж студії «Tretyakoff Production»)
- «Будинок проклятих» — (дубляж студії «Tretyakoff Production»)
- «Погоня» — (дубляж студії «Tretyakoff Production»)
- «Сфера» — (дубляж студії «Tretyakoff Production»)
- «Американець» — (дубляж студії «Tretyakoff Production»)
- «Нестримні 2» — (дубляж студії «Tretyakoff Production»)
- «Він і вона» — (дубляж студії «Tretyakoff Production»)
- «Ілюзія обману 2» — (дубляж студії «Tretyakoff Production»)
- «Код „Червоний“» — (дубляж студії «Tretyakoff Production»)
- «Агент під прикриттям» — (дубляж студії «Tretyakoff Production»)
- «Сайлент Хілл. Звільнення» — (дубляж студії «Tretyakoff Production»)
- «Серед білого дня» — (дубляж студії «Tretyakoff Production»)
- «Людина листопада» — (дубляж студії «Tretyakoff Production»)
- «Ліс привидів» — (дубляж студії «Tretyakoff Production»)
- «Білосніжка: Помста гномів» — королева (дубляж студії «Tretyakoff Production»)
- «Спарк: Герой всесвіту» — (дубляж студії «Tretyakoff Production»)
- «Крок уперед: Революція» — (дубляж студії «Tretyakoff Production»)
- «Життя і мета собаки» — (дубляж студії «Tretyakoff Production»)
- «Королева сердець» — (дубляж студії «Tretyakoff Production»)
- «Очиська» — (дубляж студії «Tretyakoff Production»)
- «Велике весілля» — (дубляж студії «Tretyakoff Production»)
- «Скажені канікули» — (дубляж студії «Tretyakoff Production»)
- «Воруши ластами 2» — (дубляж студії «Tretyakoff Production»)
- «Маленька червона сукня» — (дубляж студії «Tretyakoff Production»)
- «Операція „Колібрі“» — (дубляж студії «Tretyakoff Production»)
- «Джим Гудзик і машиніст Лукас» — (дубляж студії «Tretyakoff Production»)
- «Снігова королева 3: Вогонь і лід» — отаманша (дубляж студії «Tretyakoff Production»)
- «Одіссея» — (багатоголосе закадрове озвучення студії «Tretyakoff Production»)
- «Медальйон» — (багатоголосе закадрове озвучення студії «Tretyakoff Production»)
- «Золота молодь» — (багатоголосе закадрове озвучення студії «Tretyakoff Production»)
- «Помста пухнастих» — (багатоголосе закадрове озвучення студії «Tretyakoff Production»)
- «Порочна пристрасть» — (багатоголосе закадрове озвучення студії «Tretyakoff Production»)
- «Кримінальна фішка Генрі» — (багатоголосе закадрове озвучення студії «Tretyakoff Production»)
- «Персональний покупець» — (багатоголосе закадрове озвучення студії «Tretyakoff Production»)
- «Я дуже збуджений» — всі жіночі ролі (двоголосе закадрове озвучення студії «Tretyakoff Production»)
- «Дитя робота» — (дубляж студії «CinemaSound Production»)
- «Земля привидів» — (дубляж студії «CinemaSound Production»)
- «Поліцейський пес» — (дубляж студії «CinemaSound Production»)
- «Почни спочатку» — (дубляж студії «CinemaSound Production»)
- «В обіймах брехні» — (дубляж студії «CinemaSound Production»)
- «Матриця» (3 частини) — (дубляж студії «CinemaSound Production»)
- «Теорія великого вибуху» — (дубляж студії «CinemaSound Production»)
- «Орвілл» — (дубляж ТО «Струґачка» на студії «Golden Voice» на замовлення телеканалу «НЛО TV»)
- «Ідеальна втеча» — (багатоголосе закадрове озвучення ТО «ДіАр» на замовлення компанії «TOPFilm Distribution»)
- «Пастка для котів» — Паті (щур-ганґстер) (багатоголосе закадрове озвучення студії «Омікрон»)
- «Живчик та його друзі» — Лимон, інші другорядні ролі (озвучення ЗАТ «Оболонь»)
- «Небезпечна зона» — Оля (озвучення ТОВ «МХ-Шоу» на замовлення ТРК «Україна»)
- «Джеймс Бонд» (збірка фільмів) — (багатоголосе закадрове озвучення студії «1+1» і дубляж студії «Le Doyen»)
- «Бадьорого ранку» — всі жіночі ролі (озвучення компаній «DDM Group» і «Мелорама Продакшн» на замовлення телеканалу «Інтер»)
- «Весільний переполох» — (двоголосе закадрове озвучення студії «1+1» і багатоголосе закадрове озвучення телекомпанії «Новий канал»)
- «Кайю» — (дубляж продюсерського центру «Prime-Time»)
- «Американський гангстep» — (кінотеатральний дубляж)
- «Програми „National Geographic“» — (багатоголосе закадрове озвучення)
- «Програми „Da Vinci Learning“» — (багатоголосе закадрове озвучення)
- «2+1» — (багатоголосе закадрове озвучення)
- «Сержант Білко» — (багатоголосе закадрове озвучення)
- «Винайдення брехні» — (багатоголосе закадрове озвучення)
- «Ненароджений» — (багатоголосе закадрове озвучення)
- «Диваки» — (багатоголосе закадрове озвучення)
- «Обличчя янгола» — (багатоголосе закадрове озвучення)
- «Елоїза 2. Різдво» — всі жіночі ролі (двоголосе закадрове озвучення)
- «Живі» — читає закадровий текст (озвучення)
- «Каю» (1—4 сезони) — всі жіночі і дитячі ролі (дубляж телеканалу «Піксель TV»)

### Російською мовою
- «Таємниця Мунакра» — (російський дубляж ТО «ДіАр» на замовлення компанії «TOPFilm Distribution»)
- «Подарунок» — (російський дубляж компанії «TOPFilm Distribution»)
- «Бачення» — (російський дубляж компанії «TOPFilm Distribution»)
- «Сіністер 2» — (російський дубляж компанії «TOPFilm Distribution»)
- «Рок на сході» — (російський дубляж компанії «TOPFilm Distribution»)
- «Непрохані гості» — (російський дубляж компанії «TOPFilm Distribution»)
- «Самба» — (російський дубляж компанії «TOPFilm Distribution»)
- «Еверлі» — (російський дубляж компанії «TOPFilm Distribution»)
- «Залишені» — (російський дубляж компанії «TOPFilm Distribution»)
- «Французський транзит» — (російський дубляж компанії «TOPFilm Distribution»)
- «Останні лицарі» — (російський дубляж компанії «TOPFilm Distribution»)
- «Статеве виховання» — (російський дубляж компанії «TOPFilm Distribution»)
- «Як спіймати монстра» — (російський дубляж компанії «TOPFilm Distribution»)
- «Ріо, я кохаю тебе» — (російський дубляж компанії «TOPFilm Distribution»)
- «Перевертень» — (російський дубляж компанії «TOPFilm Distribution»)
- «3 5 до 7. Час коханців» — (російський дубляж компанії «TOPFilm Distribution»)
- «Призначення» — (російський дубляж компанії «TOPFilm Distribution»)
- «Шеф Адам Джонс» — (російський дубляж компанії «TOPFilm Distribution»)
- «Нальотчики» — (російський дубляж студії «Tretyakoff Production»)
- «І сміх, і гріх» — (російський дубляж студії «Tretyakoff Production»)
- «Спарк: Герой всесвіту» — (російський дубляж студії «Tretyakoff Production»)
- «Тілоохоронець кілера» — (російський дубляж студії «Tretyakoff Production»)
- «Афера доктора Нока» — (російський дубляж студії «Tretyakoff Production»)
- «Ескобар» — (російський дубляж студії «Tretyakoff Production»)
- «Сім сестер» — (російський дубляж студії «Tretyakoff Production»)
- «Снігова битва» — (російський дубляж студії «Tretyakoff Production»)
- «2+1» — (російський дубляж студії «Tretyakoff Production»)
- «Скайлайн 2» — (російський дубляж студії «Tretyakoff Production»)
- «Таємний агент» — (російський дубляж студії «Tretyakoff Production»)
- «Трансформація» — (російський дубляж студії «Tretyakoff Production»)
- «Хантер Кілер» — (російський дубляж студії «CinemaSound Production»)
- «Зої» — (російський дубляж студії «CinemaSound Production»)
- «Патрік» — (російський дубляж студії «CinemaSound Production»)
- «Аксель» — (російський дубляж студії «CinemaSound Production»)
- «Істерія» — (російський дубляж студії «CinemaSound Production»)
- «Метелик» — (російський дубляж студії «CinemaSound Production»)
- «Злодії» — (російський дубляж студії «CinemaSound Production»)
- «Мій янгол» — (російський дубляж студії «CinemaSound Production»)
- «Земля привидів» — (російський дубляж студії «CinemaSound Production»)
- «План втечі» (2—3 частини) — (російський дубляж студії «CinemaSound Production»)
- «Кодекс Готті» — (російський дубляж студії «CinemaSound Production»)
- «Поліцейський пес» — (російський дубляж студії «CinemaSound Production»)
- «Завзяті шахраї» — (російський дубляж студії «CinemaSound Production»)
- «Мачо на колесах» — (російський дубляж студії «CinemaSound Production»)
- «Гра пам'яті» — (російський дубляж студії «CinemaSound Production»)
- «Я все ще бачу тебе» — (російський дубляж студії «CinemaSound Production»)
- «Клуб молодих мільярдерів» — (російський дубляж студії «CinemaSound Production»)
- «День мерців: Родовід» — (російський дубляж студії «CinemaSound Production»)
- «У пошуках Йеті» — (російський дубляж студії «CinemaSound Production»)
- «Почни спочатку» — (російський дубляж студії «CinemaSound Production»)
- «Холодна помста» — (російський дубляж студії «CinemaSound Production»)
- «Батьки легкої поведінки» — (російський дубляж студії «CinemaSound Production»)
- «30 шалених бажань» — (російський дубляж студії «CinemaSound Production»)
- «Падіння янгола» — (російський дубляж студії «CinemaSound Production»)
- «М'ята» — (російський дубляж студії «CinemaSound Production»)
- «Доміно» — (російський дубляж студії «CinemaSound Production»)
- «Ібіца» — (російський дубляж студії «CinemaSound Production»)
- «22 милі» — (російський дубляж студії «CinemaSound Production»)
- «Мистецтво обману» — (російський дубляж студії «CinemaSound Production»)
- «Абсолютно нові пригоди Аладдіна» — (російський дубляж студії «CinemaSound Production»)
- «Рембо 5: Остання кров» — (російський дубляж студії «CinemaSound Production»)
- «Гарячі матусі» — (російський дубляж студії «Cinemaker»)
- «Роксолана» — (російський дубляж студій «Наше кіно»\«Укртелефільм»)
- «Свєтка» — всі жіночі ролі (російське озвучення студії «ABC Film»)
- «Райське місце» — всі жіночі ролі (російське озвучення студії «Front Cinema»)
- «Школа» — (російський дубляж студії «1+1»)
- «Обличчя янгола» — (російське багатоголосе закадрове озвучення)
- «Вотергейт: Падіння білого дому» — (російське багатоголосе закадрове озвучення)

### Озвучування реклами
- «Colgate»
- «Риназолін»
- «Plusssz»
- «Milka»
- «Domestos»
- «Живчик»
- «Orbit»
- «Екотел»
- «Sandora»
- «Friskies»
- «Декатилен»
- «Eldorado»

## Театральні роботи
Київський національний академічний Молодий театр
- 1980 — «За двома зайцями» за п'єсою Михайла Старицького; реж. Віктор Шулаков — Франтиха, Настя
- 1985 — «Золоте курча» за п'єсою Володимира Орлова; реж. Віктор Шулаков — Жабка
- 1991 — «Король та морква» за п'єсою Владислава Кшемінського; реж. Я. Козлов — Герольд
- 1997 — «Дон Жуан» Жана-Батиста Мольєра, реж. Станіслав Мойсеєв — Шарлотта, селянка
- 1997 — «День кохання, день свободи» Гюго Клауса; реж. Дмитро Лазорко — Хрістіана
- 1999 — «РЕхуВІлійЗОР» Миколи Гоголя та Миколи Куліша; реж. Станіслав Мойсеєв — Марія Антонівна
- 2000 — «Русалонька» Людмили Разумовської за казкою Ганса Крістіана Андерсена; реж. Станіслав Мойсеєв — Принцеса
- 2001 — «Стальова воля» М. Корочкіна; реж. Дмитро Богомазов — Язловецька
- 2002 — «Хоровод любові» за п'єсою Артура Шніцлера; реж. Станіслав Мойсеєв — Гризетка
- 2009 — «Торчалов» Микити Воронова, реж. Станіслав Мойсеєв, Валерій Легін — Лізавета
- 2013 — «Принцеса Лебідь»; реж. Ілля Пелюк — Ковардіна Зло
- 2014 — «Підступність і кохання» за п'єсою Фрідріха Шиллера; реж. Андрій Білоус — Софі
- 2017 — «Різня» за п'єсою Ясміни Рези; реж. Влада Білозоренко — Веронік
- 2019 — «Убити чи любити» за п'єсою Робера Тома; реж. Марія Лук'янова — Габі
- 2020 — «Вона жила в Парижі» за п'єсою Ізраїля Горовіца; реж. Сергій Корнієнко — Хлоя
- 2021 — «Фенілетиламін» за мотивами оповідань Джерома Д. Селінджера, Рея Бредбері та Доріс Деррі; реж. М. Вівчар, В. Коваль, Д. Назаренко, К. Федяєва — Самотня жінка

Київська академічна майстерня театрального мистецтва «Сузір'я»
- 2021 — «Непередбачена зупинка („Аварія“)» за творами Фрідріха Дюрренматта (до 100-річчя автора); реж. Тарас Жирко — Суддя
- 2023 — «Матір моєї мами» за п'єсою Дар'ї Кулик; реж. Дар'я Назаренко — Мати
- 2023 — «Кролик Гарві» Мері Чейз; реж. Андрій Білоус — Бетті

## Нагороди та номінації
| Рік                                   | Категорія                                     | Проєкт                     | Результат |
| ------------------------------------- | --------------------------------------------- | -------------------------- | --------- |
| Національна кінопремія «Золота дзиґа» |                                               |                            |           |
| 2018                                  | Найкраща жіноча роль                          | Припутні                   | Номінація |
| 2024                                  | Найкраща жіноча роль                          | Уроки толерантності        | Номінація |
| «Київська пектораль»                  |                                               |                            |           |
| 1998                                  | Найкраще виконання жіночої ролі другого плану | День кохання, день свободи | Номінація |